# Helena (Arkansas)
Helena is een plaats (city) in de Amerikaanse staat Arkansas, en valt bestuurlijk gezien onder Phillips County.

## Demografie
Bij de volkstelling in 2000 werd het aantal inwoners vastgesteld op 6323.

## Geografie
Volgens het United States Census Bureau beslaat de plaats een oppervlakte van
23,0 km², geheel bestaande uit land. Helena ligt op ongeveer 65 m boven zeeniveau.

## Plaatsen in de nabije omgeving
De onderstaande figuur toont nabijgelegen plaatsen in een straal van 24 km rond Helena.

## Geboren
- Robert Nighthawk (1909-1967), bluesgitarist, mondharmonicaspeler